# Sutton-under-Whitestonecliffe
Sutton-under-Whitestonecliffe – wieś w Anglii, w hrabstwie North Yorkshire, w dystrykcie (unitary authority) North Yorkshire. Leży 34 km na północ od miasta York i 313 km na północ od Londynu.